# Чемпіонат світу із шахів серед жінок 1937 (Менчик–Ґраф)
Матч за звання чемпіонки світу з шахів 1937 між чемпіонкою світу Вірою Менчик і претенденткою Сонею Ґраф проходив від 26 червня до 17 липня 1937 року в Земмерингу (Австрія).
Матчу передував великий міжнародний жіночий турнір (12 учасниць із 10 країн), де за відсутності Менчик перемогла Ґраф; це дозволило їй викликати Менчик на матч за світову першість. ФІДЕ не була організатором матчу, але схвалила його проведення: президент ФІДЕ Александер Рюб затвердив умови матчу і погодився контролювати їх. Матч складався з 16 партій і переможниця мала набрати більшість очок. Менчик переконливо перемогла з рахунком 11½ : 4½ (+9 −2 =5) і зберегла за собою звання чемпіонки світу.

## таблиця матчу
| №   | Учасниця    | 1 | 2 | 3 | 4 | 5 | 6 | 7 | 8 | 9 | 10 | 11 | 12 | 13 | 14 | 15 | 16 |  | + | − | = | Очки |
| --- | ----------- | - | - | - | - | - | - | - | - | - | -- | -- | -- | -- | -- | -- | -- |  | - | - | - | ---- |
| 1   | Віра Менчик | ½ | 1 | ½ | 1 | 1 | 1 | 0 | 1 | ½ | 1  | 0  | 1  | 1  | 1  | ½  | ½  |  | 9 | 2 | 5 | 11½  |
| 2   | Соня Ґраф   | ½ | 0 | ½ | 0 | 0 | 0 | 1 | 0 | ½ | 0  | 1  | 0  | 0  | 0  | ½  | ½  |  | 2 | 9 | 5 | 4½   |
| ECO |             |   |   |   |   |   |   |   |   |   |    |    |    |    |    |    |    |  |   |   |   |      |